# Odd Martinsen
Odd-Willy Martinsen (Drammen, 20 december 1942) is een Noors voormalig langlaufer. 

## Carrière
Martinsen behaalde zijn grootste successen in de estafette, in 1966 won Martinsen in eigen land de wereldtitel en twee jaar later won Martinsen op de estafette de olympische titel.
Martinsen zijn dochter Bente Skari won in 2002 olympisch goud op de 10 kilometer langlaufen. Martinsen en zijn dochter zijn de enige vader en dochter die de Holmenkollen medaille gewonnen hebben.
Van 1986 tot en met 2002 was Martinsen voorzitter van de Fédération Internationale de Ski langlaufcomité. 

## Belangrijkste resultaten

### Olympische Winterspelen
| Editie | Plaats    | Resultaten                               |
| ------ | --------- | ---------------------------------------- |
| 1968   | Grenoble  | 8e 15 km · 30 km · 18e 50 km · estafette |
| 1976   | Innsbruck | 8e 15 km · 9e 30 km · estafette          |

### Wereldkampioenschappen langlaufen
| Jaar | Plaats       | Resultaten                               |
| ---- | ------------ | ---------------------------------------- |
| 1966 | Oslo         | 15 km · estafette                        |
| 1968 | Grenoble     | 8e 15 km · 30 km · 18e 50 km · estafette |
| 1970 | Vysoké Tatry | 15 km · 30 km                            |
| 1974 | Falun        | estafette                                |
| 1976 | Innsbruck    | 8e 15 km · 9e 30 km · estafette          |